# Psolidium disjunctum
Psolidium disjunctum is een zeekomkommer uit de familie Psolidae.
De wetenschappelijke naam van de soort werd in 1901 gepubliceerd door Carel Philip Sluiter.